# Сантрапинских, Евгений Константинович
Евге́ний Константи́нович Сантрапинских (укр. Євген Костянтинович Сантрапинських; 21 октября 1987, Ильичёвск, Одесская область, Украинская ССР, СССР) — украинский футболист, полузащитник.

## Биография
Воспитанник ильичёвского футбола. В ДЮФЛ выступал за «Ильичёвец» (Ильичёвск) и «Локомотив» (Харьков). Летом 2005 года перешёл в запорожский «Металлург». В Высшей лиге дебютировал 10 июня 2007 года в матче против ФК «Харьков» (3:1). В этом матче забил гол на 43 минуте Рустаму Худжамову. Всего за «Металлург» провёл 7 матчей и забил 1 гол, также провёл 79 матчей, забил 16 мячей за дубль и еще 15 матчей сыграл за вторую команду «запорожцев» во второй лиге. Летом 2009 года мог перейти в луганскую «Зарю», но перешёл в «Бастион».
Летом 2010 года перешёл в «Буковину». Зимой 2011 года Сантрапинских побывал на просмотре в ужгородском «Закарпатье», но вскоре вернулся в «Буковину», так как клуб смог найти финансирование. Выступал за черновицкий клуб до 2013 года и провёл за это время 93 официальных матча во всех турнирах. Вторую половину сезона 2013/14 провёл в «Таврии», а после расформирования «Таврии», перешёл в белорусский «Нафтан». По окончании сезона Сантрапинских вместе с россиянином Георгием Булискерией покинул этот клуб.
В марте 2015 года подписал контракт с днепродзержинской «Сталью». Летом 2015 года стал игроком криворожского «Горняка». 23 июня 2016 получил статус свободного агента из-за снятия команды с турнира. 28 июля того же года подписал контракт с футбольным клубом «Николаев», однако в марте 2017 года по обоюдному согласию сторон расторг контракт с клубом. 31 марта того же года подписал контракт с футбольным клубом «Сумы». В июне того же года по обоюдному согласию сторон расторг контракт с клубом, в котором Евгений принял участие всего в трёх поединках..
Перед началом сезона 2017/18 стал игроком клуба «ТСК-Таврия», в январе 2018 года покинул «ТСК-Таврию» из-за тяжелой экономической ситуации в клубе. С сезона 2018/19 снова выступал за криворожский «Горняк», но правда это уже было второлиговое первенство. Перед началом нового сезона во второй раз в своей карьере подписал контракт с черновицкой «Буковиной».

## Достижения
- Серебряный призёр Первой лиги Украины (1): 2014/15
- Бронзовый призёр Второй лиги Украины (1): 2009/10

## Статистика
| Украина          | Матчи | Количество забитых мячей |
| ---------------- | ----- | ------------------------ |
| Высшая лига      | 15    | 1                        |
| Первая лига      | 121   | 13                       |
| Кубок            | 15    | 2                        |
| Вторая лига      | 71    | 14                       |
| Кубок лиги       | 3     | 1                        |
| Турнир дублёров  | 80    | 18                       |
| Всего            | 305   | 49                       |
| Белоруссия       | Матчи | Количество забитых мячей |
| Высшая лига      | 13    | 1                        |
| Кубок            | 1     | 0                        |
| Турнир дублёров  | 3     | 1                        |
| Всего            | 17    | 2                        |
| Всего за карьеру | 322   | 51                       |